# Burgstall Zwernberg
Der Burgstall Zwernberg ist eine abgegangene mittelalterliche Niederungsburg etwa 125 Meter nordnordwestlich der evangelisch-lutherischen Filialkirche St. Nicolai in Zwernberg, einem heutigen Ortsteil der Marktgemeinde Schopfloch im mittelfränkischen Landkreis Ansbach in Bayern.
Die Burg war von 1283 bis 1405 im Besitz des Ministerialengeschlechts der Familie Taube. 1517 ging sie an die Herren von Ehenheim und 1529 an die von Seckendorff. 1538 fiel sie an die Markgrafschaft Ansbach, die sie ab 1565 als Lehen an Dinkelsbühler Bürger vergaben. 1582 ist in einer Urkunde die Rede von einem Schlösschen, das früher ein Burgstall war. Wann die Burg aufgegeben und durch einen Schlossbau ersetzt worden war, ist unbekannt. 1822 brannte das Schlösschen ab und nach seinem Wiederaufbau wurde es 1832 erneut ein Raub der Flammen. Darauf wurde es nicht mehr wieder aufgebaut. 1976 wurden die letzten Reste des Schlossgrabens verfüllt. Heute ist nur noch eine leichte Geländeerhebung zu erkennen.